# 等等力陸上競技場
川崎市等等力体育场（或称等等力田径场、等等力陆上竞技场；日语： Todoroki rikujoukyougijou）是一個位於日本神奈川县川崎市中原區等等力绿地内的綜合體育場。興建於1962年，为川崎市政府所有。目前是J联赛川崎前鋒队的主場。

## 设施
- 日本田径联盟认可为第三类体育场。
- 建筑面积：35048平方米
- 田径跑道：400米×8道
- 场地：天然草皮
- 容纳观众：27495人

## 使用情况
等等力陸上競技場还举办过多次国际田联的比赛，最近一次是在2017年。

## 交通
- JR南武线、橫須賀線、湘南新宿線、东急東橫線、目黑線，武藏小杉站步行20分钟。
- JR南武线，武藏中原站步行15分钟。
- 东急东横线、目黑线，新丸子站步行15分钟。

## 周边
- 等等力绿地内的其他设施：
  - 川崎市市民博物馆
  - 川崎市等等力体育馆
  - 川崎市等等力棒球场
  - 游泳池
  - 网球场
  - 垂钓池
- 多摩川河岸
- 常乐寺（漫画寺、日本漫画博物馆）
- 富士通川崎工厂

## 外部連結
- 等等力陸上競技場 - 川崎前鋒 （页面存档备份，存于） （日語）